# 尖音符
尖音符（acute accent；◌́；銳音符：ˊ ）是一種變音符號，主要用於拉丁字母和希臘字母上。「尖音符」在歐美文字的寫法大多源自拉丁文「acutus」（解作 尖鋭），而「acutus」本身也是希臘文的羅馬化外來語。

## 歷史
尖音符最初在古希臘文使用，用以表示該字母是音高重音。不過，音高重音在現代希臘語已經變為重音，尖音符也改為表示一個字母的元音重音。而尖音符的另一個先驅是「頂點符」，表示元音長度較長的拉丁文。

## 使用文字
- Acute ◌́      拉丁： Á á
- Ấ ấ
- Ā́ ā́
- Ắ ắ
- Ǻ ǻ
- Ą́ ą́
- Ǽ ǽ
- B́ b́
- Ć ć
- Ć̣ ć̣
- Ḉ ḉ
- D́ d́
- É é
- Ế ế
- Ḗ ḗ
- Ė́ ė́
- Ę́ ę́
- É̩ é̩
- ə́ ɚ́
- F́ f́
- Ǵ ǵ
- H́ h́
- Í í
- Ī́ ī́
- i̇́
- Į́ į̇́
- Ḯ ḯ
- J́ ȷ́
- Ḱ ḱ
- Ĺ ĺ
- Ḿ ḿ
- Ń ń
- Ó ó
- Ố ố
- Ớ ớ
- Ṍ ṍ
- Ṓ ṓ
- Ó̩ ó̩
- Ǫ́ ǫ́
- Ǿ ǿ
- Ɔ́ ɔ́
- Ṕ ṕ
- Q́ q́
- Ŕ ŕ
- Ś ś
- Ṥ ṥ
- T́ t́
- Ú ú
- Ǘ ǘ
- Ứ ứ
- Ṹ ṹ
- Ū́ ū́
- Ų́ ų́
- V́ v́
- Ʌ́ ʌ́
- Ẃ ẃ
- X́ x́
- Ý ý
- Ȳ́ ȳ́
- Ź ź   希腊： Ά ά
- Έ έ
- Ή ή
- Ί ί
- ΐ
- Ό ό
- Ύ ύ
- ΰ
- ϓ
- Ώ ώ   西里尔： Ѓ ѓ
- Ќ ќ

### 標記重音
以下文字的尖音符用以表示重音。
- 現代希臘文：每個多音節文字的元音重音上
- 加泰羅尼亞文：在開元音 é、í、ó、ú 上
- 葡萄牙文：在開母音 á、é、í、ó、ú 上
- 加里西亞文：
- 奧克文：在開元音 á、é、í、ó、ú 上
- 西班牙文：在元音上，表示重音
- 俄文：在開元音上，仅限于一些教学性质的书籍。
- 瑞典文：
- 威爾斯文：

### 標記音高
以下文字的尖音符用以表示音高。屬於此類別的文字都屬於羅曼語族。
- 標記高音：

- 加泰羅尼亞文：
- 法文：
- 意大利文：
- 奧克文：

- 標記低音：

- 葡萄牙文：

### 標記音長
以下文字的尖音符用以表示音長。
- 捷克文：
- 匈牙利文：
- 愛爾蘭文：
- 斯洛伐克文：

### 腭音化
在子音字母，尖音符通常用以表示腭音。
- 波蘭文　　　：
- 克羅地亞文　：
- 塞爾維亞文　：
- 波斯尼亞文　：
- 馬其頓文（羅馬化）：

### 標記聲調
部分聲調語言（如越南語和漢語族）的尖音符用以表示聲調；例如標記華語的漢語拼音（及其相關變體）將之表示調值為35的陽平聲，或標記閩南語的白話字（及其相關變體）將之表示調值為53的陰上聲，越南語則標記為銳聲。絶大部分非洲語言都有尖音符，用以表示高聲調，如約魯巴語等。

### 消歧義
以下文字的尖音符用以消歧義，避免同形異義字。
- 荷蘭文：區別串法相同但重音迥異的字，如：；
　　　　　區別串法相同但發音口形大小迥異的字，如：
- 丹麥文：
- 挪威文：
- 西班牙文：

### 強調
以下文字的尖音符用以強調語意。
- 荷蘭文：
- 丹麥文：

### 字母延長
- 拉丁文：
- 法羅文：
- 匈牙利文：
- 冰島文：
- 波蘭文：
- 土庫曼文：

### 在英文的運用
尖音符和其他變音符號一樣，不少帶有尖音符的外來語融入英文後仍保留著尖音符，如：sauté、roué、café、touché、fiancé等。通常保留著尖音符的外來語都是以「é」和「ée」結尾的法文。保留尖音符亦表明該字是外來語，提醒我們該字的發音不應依據英文的常理，而是依原文發音。

### 其他用途
- 挪威文：很多源自法文的挪威文
- 北薩米文：
- 楔形文字：音譯楔形文字時

## 排版印刷形态

不同字体内的尖音符。灰色字符标示字体另外提供了波兰文的 o kreska，可以注意 o kreska 的尖音符更为垂直。Adobe 黑体以及中易宋体把尖音符设计成左下至右上（粗到细），展示上声；中易黑体里面尖音符则设计成等粗。

西文排版及手写字里，尖音符（acute）一般从右上往左下书写，法语也在词典里面定义尖音符为  ，意为从右上往左下书写。
波兰文里，尖音符则是称为 kreska，用来标示字母延长，字形上呈现一种更加垂直的形态，但是由于统一码没有区分尖音符，因此波兰文使用 kreska 的字母无法与西文的尖音符区分（例如 oacute，⟨ó⟩）。部分字体使用 OpenType 功能来提供更加垂直的字形给波兰文使用，或者使用语系检测自动替换字符，让字体可以自动使用西文 ⟨ó⟩ 与波兰文 ⟨ó⟩。新的字体则是开始提供更加通用的设计，让尖音符的斜度可以同时符合西文及波兰文，减少在地化的字形。此类字体包括 Roboto 以及 Noto 系列。
汉语拼音里，尖音符则是用来标记上声/二声，标注从低至高的声音，因此汉语拼音手写时一般是从左下至右上书写。这与西文传统印刷体相斥而行，在设计汉字字体时出现问题。设计师一般采用三种方案：保留西文设计的右上至左下（粗到细）；改用左下至右上（粗到细）；使用等粗的尖音符。这三个字形示例可以分别参考Arial/Times New Roman；Adobe 黑体/中易宋体；中易黑体。

## 國際標準
ISO/IEC 8859-1和EASCII的字元編碼包括了6個帶有尖音符的字母：á、é、í、ó、ú、ý（和它們的大寫）。Unicode則包括了18個帶有尖音符的字母（包括先前的6個），而且還有1個尖音符（獨立字元，U+00B4）和1個「組合性字元」（U+0301）。
在麥金塔電腦（Mac），帶有尖音符的小寫字符可以如下輸入：先按住「Option-e」鍵不放，再按任何一個字母鍵，放開「Option-e」鍵，該字母就會以帶有尖音符的形式顯示。如要輸入大寫字符，就要在「按任何一個字母鍵」步驟前加按「Shift」鍵。

## 外部連結
- 汉语拼音

## 引用
1. ↑  , The Free Dictionary,   [2020-06-14], （原始内容存档于2020-06-12）
2. ↑  . GitHub.   [2020-06-16]. （原始内容存档于2022-06-04） （英语）.
3. ↑  . The Type.   [2020-09-30]. （原始内容存档于2020-10-01）.